# فيليجاس
بلدية فيليجاس (بالإسبانية: Villegas)‏, هي إحدى بلديات مقاطعة برغش, التي تقع في منطقة قشتالة وليون, والتي تقع في شمال غرب إسبانيا.
يبلغ عدد سكانها 122 نسمة وفقاً لإحصائية سنة (2002).